# Wayford Bridge
Wayford Bridge – wieś w Anglii, w hrabstwie Norfolk, w dystrykcie North Norfolk. Leży 20 km na północny wschód od Norwich i 178 km na północny wschód od Londynu.